# We Like to Rock
We Like to Rock es el sexto álbum recopilatorio de la banda de rock canadiense April Wine y fue lanzado en 1988.

## Lista de canciones
Todas las canciones fueron escritas por Myles Goodwyn, excepto donde se especifique lo contrario.

| N.º   | Título                    | Escritor(es)                                                             | Duración |  |
| 1.    | «I Like to Rock»          |                                                                          | 3:41     |  |
| 2.    | «21 Century Schizoid Man» | Robert Fripp / Michael Giles / Greg Lake / Ian McDonald / Peter Sinfield | 6:49     |  |
| 3.    | «Babes in Arms»           |                                                                          | 3:26     |  |
| 4.    | «Say Hello»               |                                                                          | 3:10     |  |
| 5.    | «Before the Dawn»         | Brian Greenway                                                           | 4:37     |  |
| 6.    | «Better Do It Well»       | Goodwyn / Gary Moffet                                                    | 3:48     |  |
| 7.    | «Tonite»                  |                                                                          | 4:07     |  |
| 8.    | «Ladies Night»            |                                                                          | 3:50     |  |
| 33:28 |                           |                                                                          |          |  |

## Formación
- Myles Goodwyn - voz, guitarra y teclados.
- Brian Greenway - guitarra y coros.
- Gary Moffet - guitarra y coros.
- Steve Lang - bajo y coros.
- Jerry Mercer - batería